# Siphonella
Siphonella là một chi ruồi trong họ Chloropidae.